# Arcieparchia di Mardin degli Armeni

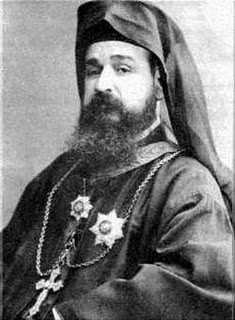
Il beato Ignazio Maloyan, beatificato da papa Giovanni Paolo II nel 2001

L'arcieparchia di Mardin degli Armeni (in latino Archieparchia Mardinensis Armenorum) è una sede soppressa della Chiesa armeno-cattolica e sede titolare della Chiesa cattolica.

## Storia
L'arcidiocesi, con sede nella città di Mardin, sita geograficamente nell'alta Mesopotamia, fu un'antica sede della Chiesa apostolica armena. A partire dal 1708 si ebbero stabilmente dei vescovi in unione con la sede di Roma.
Nel 1890 erano segnalati circa 8.000 armeni cattolici, distribuiti in sei parrocchie ed affidati alle cure di 13 sacerdoti armeni.
A causa del genocidio d'inizio Novecento, l'arcidiocesi, come tutte le diocesi armene turche, perse la maggior parte della sua popolazione. Nella persecuzione turca trovò la morte l'arcieparca Ignazio Maloyan, beatificato da papa Giovanni Paolo II nel 2001. I suoi successori si stabilirono provvisoriamente a Baghdad, finché nel 1954 l'arcieparchia fu soppressa, i territori turchi furono inglobati nell'arcieparchia di Costantinopoli e dai suoi territori posti al di fuori della Turchia furono erette due circoscrizioni: l'arcieparchia di Baghdad e l'eparchia di Kamichlié.
L'Annuario Pontificio del 1951, riferendo i dati relativi all'anno 1949, segnalava la presenza di 2.500 cattolici, 7 sacerdoti e 6 parrocchie.
Dal 1972 Mardin degli Armeni è annoverata tra le sedi arcivescovili titolari della Chiesa cattolica; la sede è vacante dal 22 novembre 2017.

## Cronotassi

### Vescovi
- Melkon Tazbazian † (1708 - 1716 deceduto)[2]
- Mardiros Markar Tahmanian † (21 agosto 1722 confermato - 1737 deceduto)
- Melkon Markar Tahmanian † (23 gennaio 1740 - 1767 deceduto)
- Jean Tazbazian † (30 aprile 1768 - 1769 ? dimesso)
- Joseph Balitian (Balitte) † (14 novembre 1772 - 1773 deceduto)
- Pierre Eliazarian † (15 maggio 1775 - 1787 deceduto)
- Hovaguim Tazbazian † (23 settembre 1788 - 27 novembre 1836 deceduto)
- Abraham Candil † (27 novembre 1836 succeduto - 28 gennaio 1838 deceduto)
- Joseph Ferrachian (Farrayan) † (1838 - 7 settembre 1854 deceduto)
- Gabriel Chachatian † (2 maggio 1855 - 1º dicembre 1863 deceduto)
- Melkon Nazarian † (30 gennaio 1864 - 10 novembre 1900 deceduto)
- Houssik Gulian † (6 giugno 1902 - 1910 ? dimesso)
- Beato Ignazio Maloyan † (27 agosto 1911 - 11 giugno 1915 deceduto)
- Jacques Nessimian † (1º luglio 1928 - 5 agosto 1933 nominato eparca di Alessandria)
- Loudovik Batanian † (5 agosto 1933 - 10 agosto 1940 nominato arcivescovo titolare di Gabula)
- Nersès Tayroyan † (3 maggio 1940 - 29 giugno 1954 nominato arcieparca di Baghdad)

### Vescovi titolari
- Vartán Waldir Boghossian, S.D.B. (3 luglio 1981 - 18 febbraio 1989 nominato eparca di San Gregorio di Narek in Buenos Aires)
- Vartan Kechichian, C.A.M. † (17 febbraio 2001 - 22 novembre 2017 deceduto)